# Муратов, Геннадий Викторович
Генна́дий Ви́кторович Мура́тов (род. 2 марта 1987) — российский тяжелоатлет, выступавший в весовой категории до 105 кг. Бронзовый призёр чемпионата Европы 2015 года, чемпион Универсиады 2011.  Мастер спорта России международного класса.

## Карьера
Геннадий Муратов родился 2 марта 1987 года в Муроме. Там же в ДЮСШ начал заниматься тяжелой атлетикой. Первый тренер Власов Юрий Иванович.
Дебютировал на международной арене в 2010 году на молодёжном чемпионате Европы, где выступал в весовой категории до 105 кг и занял 3-е место. В 2011 году победил на летней Универсиаде в Шэньчжэне (Китай). В 2012 году стал чемпионом мира по тяжелой атлетике среди студентов в Эйлате (Израиль), а на чемпионате России в Саранске завоевал серебро в весовой категории до 105 кг.
Бронзовый призёр чемпионата Европы 2015 года в Тбилиси (Грузия).

## Спортивные результаты
| Год  | Соревнование                   | Место проведения | Весовая категория | Рывок  | Толчок | Сумма двоеборья | Место |
| 2011 | Универсиада                    | Шэньчжэнь        | до 105 кг         | 183 кг | 217 кг | 400 кг          | 1     |
| 2012 | Чемпионат мира среди студентов | Эйлат            | до 105 кг         | 175 кг | 220 кг | 395 кг          | 1     |
| 2014 | Чемпионат Европы               | Тель-Авив        | свыше 105 кг      | 191 кг | 230 кг | 421 кг          | 5     |
| 2015 | Чемпионат Европы               | Тбилиси          | до 105 кг         | 183 кг | 215 кг | 398 кг          | 3     |